# Матвеев, Александр Васильевич (Герой Советского Союза)
Алекса́ндр Васи́льевич Матве́ев (1921—1982) — полковник Советской Армии, участник Великой Отечественной войны, Герой Советского Союза (1944).

## Биография
Родился 1 ноября 1921 года в деревне Зименки (ныне — Вачский район Нижегородской области). Русский. После окончания средней школы проживал в Дзержинске, работал учётчиком. Одновременно с работой занимался в аэроклубе.
В августе 1940 года Матвеев был призван на службу в Рабоче-крестьянскую Красную Армию. В этом же году он окончил Энгельсскую военную авиационную школу пилотов. С мая 1942 года — на фронтах Великой Отечественной войны. В 1943 году в воздушном бою был ранен.
К ноябрю 1943 года будучи лейтенантом командовал эскадрильей 241-го штурмового авиаполка 291-й штурмовой авиадивизии 2-й воздушной армии 1-го Украинского фронта. К этому времени совершил 100 боевых вылетов на штурмовку и бомбардировку скоплений боевой техники и живой силы противника, нанеся ему большие потери.
Указом Президиума Верховного Совета СССР «О присвоении звания Героя Советского Союза офицерскому составу военно-воздушных сил Красной Армии» от 4 февраля 1944 года за «образцовое выполнение боевых заданий командования на фронте борьбы с немецкими захватчиками и проявленные при этом отвагу и геройство» был удостоен высокого звания Героя Советского Союза с вручением ордена Ленина и медали «Золотая Звезда» за номером 3188.
После окончания войны Матвеев продолжил службу в Советской Армии. В 1952 году он окончил Высшие лётно-тактические курсы ВВС. В 1957 году уволен в запас в звании полковника. Проживал и работал сначала в Дзжержинске, затем в Одессе. Скончался 7 августа 1982 года.

## Награды
Был также награждён двумя орденами Красного Знамени, орденами Отечественной войны 1-й и 2-й степеней, Красной Звезды, рядом медалей.